# Franck Seguela
Pour les articles homonymes, voir Séguéla (homonymie).
Franck Seguela, né le 30 mai 1997, est un joueur français de basket-ball. Seguela participe aux Jeux olympiques de 2024 avec l'équipe de 3×3 et remporte la médaille d'argent.

## Carrière
Avec l'équipe de basket-ball à trois, il est médaillé de bronze à la Coupe du monde 2022 et médaillé d'argent aux Jeux olympiques d'été de 2024 à Paris.

## Décorations
- Chevalier de l'ordre national du Mérite (2024)[2]